# Georg D. Falk
Georg D. Falk (* 5. August 1949 in Marburg) ist ein deutscher Jurist. Er war bis Ende 2014 Vorsitzender Richter am Oberlandesgericht Frankfurt am Main. Er ist Mitglied des Staatsgerichtshof des Landes Hessen.

## Leben
Aufgewachsen in der Schwalm in Hessen, legte er 1968 das Abitur auf dem Gymnasium der Melanchthon-Schule Steinatal ab. Danach studierte er Rechts- und Politikwissenschaften an der Philipps-Universität Marburg. Nach dem zweiten Staatsexamen war er anwaltlich u. a. im Wettbewerbsrecht tätig.
1979 wechselte er in den Justizdienst des Landes Hessen. 1993 wurde er Richter am Oberlandesgericht Frankfurt am Main, wo er im Jahr 2005 den Vorsitz des vor allem mit Notarhaftungssachen und Entschädigung wegen überlanger Verfahrensdauer befassten 4. Zivilsenats übernahm.
1998 wurde er stellvertretendes Mitglied des Hessischen Staatsgerichtshofs, seit 2006 gehört er dem Gericht als ordentliches Mitglied an. Zuletzt wurde er im April 2019 vom Hessischen Landtag für die Dauer der 20. Legislaturperiode wieder gewählt.
2011 verlieh ihm der Fachbereich Rechtswissenschaften der Philipps-Universität Marburg die Ehrendoktorwürde.
Seit 1982 ist er Lehrbeauftragter an der Philipps-Universität. Für das Land Hessen leitet er die Fortbildungstagungen für Referendare, Richter und Staatsanwälte zum Thema „Justiz im NS-Staat“. Er verfasste zahlreiche Veröffentlichungen zu diesem Thema. Fortdauernde Auseinandersetzungen löste sein Beitrag für die „Einsicht 14“, Bulletin des Fritz Bauer Institutes, im Oktober 2015 aus. Für die hessische Geschichte wichtig ist sein 2017 erschienenes Werk „Entnazifizierung und Kontinuität – Der Wiederaufbau der hessischen Justiz am Beispiel des Oberlandesgerichts Frankfurt am Main“. Falk weist nach, dass sich die Justizpolitik in Hessen nach 1945 im Unterschied zu allen anderen Bundesländern deutlich durch das engagierte Bemühen auszeichnete, nur unbelastete Richter auf Karrierestellen einzusetzen. Mit dem von Falk und Mitautoren im Jahr 2020 vorgelegten Werk „Willige Vollstrecker oder standhafte Richter? Die Rechtsprechung des Oberlandesgerichts Frankfurt am Main in Zivilsachen von 1933 bis 1945“ wird zum ersten Mal für ein deutsches Oberlandesgericht eine empirisch abgesicherte Studie über die Rechtsprechung in Zivilsachen während der zwölf Jahre des NS-Staates vorgelegt.
Neben der richterlichen Tätigkeit am Hessischen Staatsgerichtshof ist er heute als Gutachter und als Schiedsrichter in Schiedsverfahren tätig. Daneben ist er vor allem im Bereich der Rechtsgeschichte engagiert.
Falk wohnt in Marburg und ist Mitglied der SPD.

## Schriften

### Verfahrensrecht
- Dürfen Richter Richter kritisieren? in: Betrifft Justiz Nr. 93 (März 2008); https://betrifftjustiz.de/?page_id=175
- Entschädigung wegen überlanger Verfahren – Mehr Chance als Bedrohung (gemeinsam mit C. Schütz), in: Britta Bannenberg u. a. (Hg.):Über allem: Menschlichkeit, Festschrift für Dieter Rössner, Baden-Baden 2015, ISBN 978-3-8487-2051-4.
- Zur Unzulässigkeit richtlinienkonformer Rechtsfortbildung contra legem, in: Zeitschrift für Wirtschaftsrecht (ZIP) 2021, 2261 ff.

### Rechtsgeschichte
- Unsere Landesverfassung. In: Hessen einst und jetzt. Hessische Landeszentrale für Politische Bildung, Wiesbaden 2014, DNB 1072065541.
- mit J.-D. Braun: Landesverwaltung. In: Bernd Heidenreich, Angelika Röming (Hrsg.): Das Land Hessen. Kohlhammer, Stuttgart 2014, ISBN 978-3-17-025519-7.
- Die deutschen Richter im Jahre 1933 (gemeinsam mit J.-D. Braun), in: Form/Schiller/Seitz (Hg.), NS-Justiz in Hessen. Verfolgung. Kontinuitäten. Erbe. Marburg 2015, ISBN 978-3-942225-28-1.
- Die ungesühnten Verbrechen der NS-Justiz, in: Form/Schiller/Seitz (Hg.), NS-Justiz in Hessen. Verfolgung. Kontinuitäten. Erbe. Marburg 2015, ISBN 978-3-942225-28-1.
- Der ungesühnte Justizmord an Stanislawa Janczyszyn. Zur Einstellung eines Ermittlungsverfahrens durch die hessische Justiz im Jahre 1964, in: "Einsicht 14", Bulletin des Fritz Bauer Institutes, Frankfurt am Main, Oktober 2015.
- Entnazifizierung und Kontinuität – Der Wiederaufbau der hessischen Justiz am Beispiel des Oberlandesgerichts Frankfurt am Main, Marburg 2017, ISBN 978-3-942225-38-0.
- Karl Steinmetz – Amtsgerichtsrat in Neukirchen, in: Heiko Maas (Hg.): Furchtlose Juristen, München 2017, ISBN 978-3-406-70746-9.
- Zwischen Hammelsgasse und KZ – ein Teil der Geschichte von Paul Kampler, in: Nassauische Annalen 130, 2019, ISSN 0077-2887
- Willige Vollstrecker oder standhafte Richter?, Die Rechtsprechung des Oberlandesgerichts Frankfurt am Main in Zivilsachen von 1933 bis 1945 (gemeinsam mit Ulrich Stump, Rudolf H. Hartleib, Klaus Schlitz, Jens-Daniel Braun): Historische Kommission für Hessen, Marburg 2020, ISBN 978-3-942225-49-6
- Bruno Heusinger (1900-1987), in: Joachim Rückert/Jürgen Vortmann (Hg.): 600 Jahre. Niedersächsische Juristen. Ein biographisches Lexikon, 2. Aufl., Halle (Saale), 2021, ISBN 978-3-86977-237-0.